# Mechanitis lysimnia
Espèce
Mechanitis lysimnia est une espèce d'insectes lépidoptères (papillons) de la famille des Nymphalidae, de la sous-famille des Danainae et du genre Mechanitis.

## Taxinomie
Mechanitis lysimnia a été décrite par Johan Christian Fabricius en 1793 sous le nom de Papilio lysimnia.

## Sous-espèces
- Mechanitis lysimnia lysimnia ; présent au Brésil.
- Mechanitis lysimnia bipuncta Forbes, 1948 ; au Venezuela.
- Mechanitis lysimnia elisa (Guérin-Méneville, [1844]) ; en Équateur, en Bolivie, au Brésil et au Pérou
- Mechanitis lysimnia labotas Distant, 1876 ; présent au Costa Rica.
- Mechanitis lysimnia limnaea Forbes, 1930 ;  présent en Guyane.
- Mechanitis lysimnia macrinus Hewitson, 1860 ; présent à Panama, en Colombie et en Équateur
- Mechanitis lysimnia menecles Hewitson, 1860 ; présent au Brésil.
- Mechanitis lysimnia nesaea Hübner, [1820] ; présent au Brésil.
- Mechanitis lysimnia ocona Druce, 1876 ; présent au Pérou.
- Mechanitis lysimnia roqueensis Bryk, 1953 ; présent au Pérou.
- Mechanitis lysimnia solaria Forbes, 1948 ; au Venezuela.
- Mechanitis lysimnia utemaia Reakirt, 1866 ; présent au Mexique et au Honduras[1].

## Nom vernaculaire
Il se nomme Sweet-oil Tiger en anglais et Maria boba .

## Description

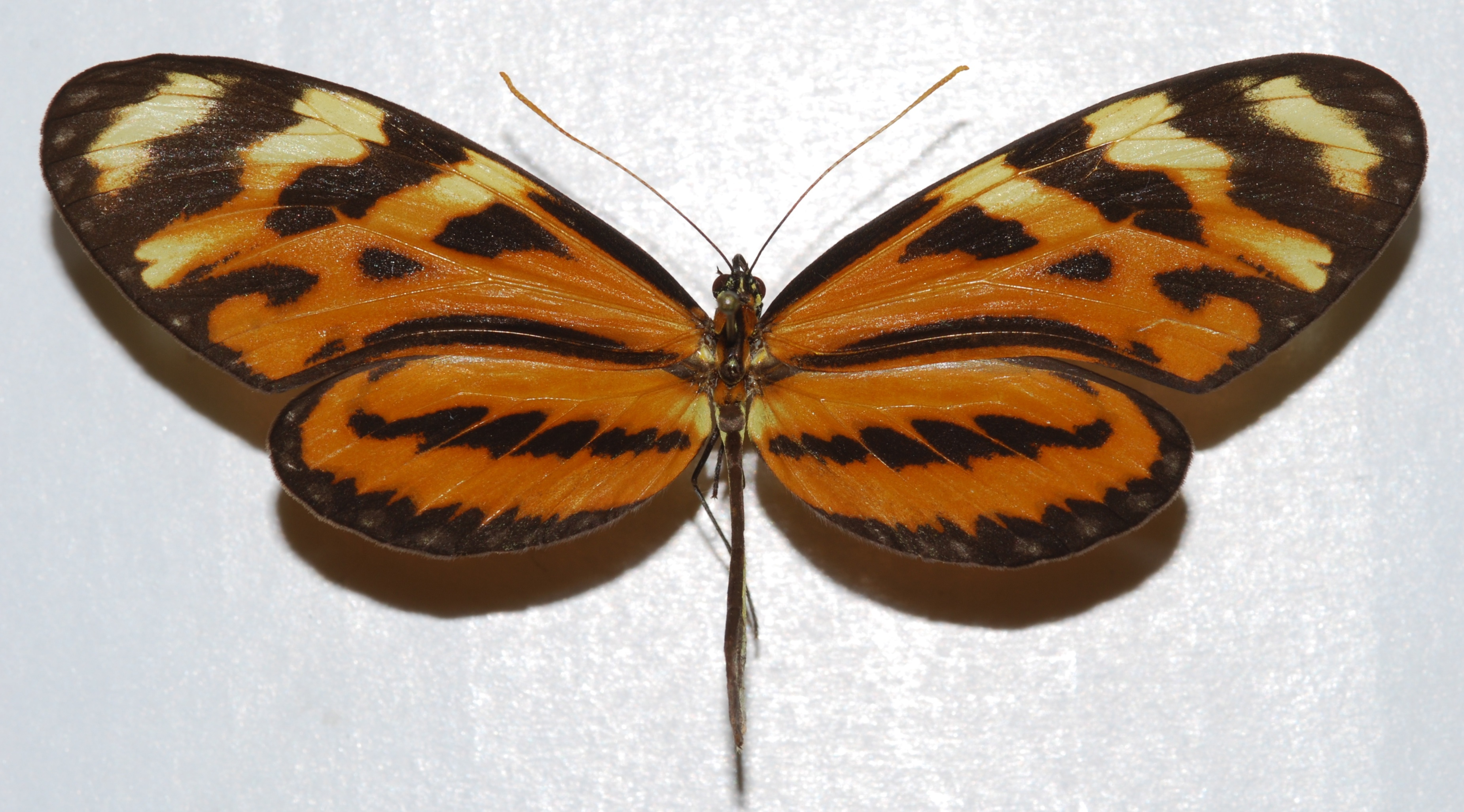
Mechanitis lysimnia
(Costa Rica).

Mechanitis  lysimnia est un papillon d'une envergure de 65 mm à 70 mm, de couleur marron foncé, jaune et orange avec des ailes antérieures marron foncé taché de jaune avec une partie basale orange et des ailes postérieures orange finement bordées de marron.
Le revers présente une ornementation identique.

## Biologie

### Plantes hôtes
Les plantes hôtes de ses chenilles sont des Solanum dont Solanum paniculatum .

## Écologie et distribution
Mechanitis lysimnia est présent au Mexique, à Panama, au Costa Rica, au Honduras en Guyane  en Équateur, en Colombie, au Venezuela,  au Brésil, en Bolivie et au Pérou.

### Biotope
Il réside dans la forêt tropicale humide.

### Protection
Pas de statut de protection particulier.